# Providence Steamrollers
 Providence Steamrollers  war der Name einer US-amerikanischen Basketballmannschaft aus Providence, Rhode Island, die von 1946 bis 1949 in der Basketball Association of America (BAA) spielte. Die Steamrollers waren das letzte Team, das für den Bundesstaat Rhode Island in einer der vier amerikanischen Profiligen (NBA, NFL, MLB, NHL) antrat.

## Geschichte
Die Steamrollers, eines der Gründungsteams der Basketball Association of America (BAA), wurden von Louis  Pieri, dem damaligen Besitzer des Rhode Island Auditoriums und der dort ansässigen Eishockeymannschaft der Providence Reds gegründet und nach seiner Baufirma benannt. In der ersten Saison, der Saison 1946–47, verbuchte das Team mit 28 Siegen die beste Bilanz bis zu seiner Auflösung 1949 und verpasste nur knapp hinter den New York Knicks die Play-offs. Des Weiteren schaffte es Ernie Calverley sogar in das All-BAA Second Team und war bester Passgeber der BAA mit 202 Assists.
In der darauffolgenden Saison spielte das Team nicht mehr so gut und konnte nur sechs Siege verbuchen, was bis heute NBA-Rekord ist. Dennoch hatten sie immerhin eine höhere Gewinnrate als die Philadelphia 76ers in der Saison 1972–73.
Während dieser Saison konnten die Steamrollers noch einen weiteren Rekord verbuchen, denn Nat Hickey, der Trainer, wechselte sich im Alter von fast 46 Jahren selber ein und ist somit bis heute der älteste Spieler, der jemals ein NBA-Spiel bestritten hat.
In ihrer letzten Saison konnten die Steamrollers die Anzahl ihrer Siege immerhin verdoppeln, wurden aber dennoch letzter in der Eastern Division. Am 3. August 1949, dem Tag, an dem die National Basketball League (NBL) mit der BAA zur National Basketball Association (NBA) zusammengelegt wurde, hatte Louis Pieri genug Geld verloren und terminierte sein Franchise. Einem Gewinn von 117.740 Dollar hatten bei einem Zuschauerschnitt von 2596 Verluste von ca. 140.000 Dollar gegenübergestanden. Pieri, schon auf dem College Basketballspieler, blieb dem Profi-Basketball erhalten, denn sein Freund Walter A. Brown erlaubte ihm, 50 % der Boston Celtics zu erwerben.

## Saisonstatistik
| Saison  | S:N    | Prozent | Play-offs               |
| ------- | ------ | ------- | ----------------------- |
| 1946/47 | 28:32  | 46,7    | nicht in den Playoffs   |
| 1947/48 | 6:42   | 12,5    | nicht in den Playoffs   |
| 1948/49 | 12:48  | 20,0    | nicht in den Playoffs   |
| gesamt  | 46:122 | 26,4    | keine Playoff-Teilnahme |

## Bekannte ehemalige Spieler
- Hank Beenders
- Ernie Calverley
- Dino Martin
- George Nostrand
- Howie Shannon
- Ken Sailors